# Sloan School of Management
Vous pouvez aider à l'améliorer ou bien discuter des problèmes sur sa page de discussion.
- Il ne cite pas suffisamment ses sources. Vous pouvez indiquer les passages à sourcer avec {{référence nécessaire}} ou {{Référence souhaitée}}, et inclure les références utiles en les liant aux notes de bas de page. (Marqué depuis février 2022)
- Son contenu est évasif ou trop peu précis. Améliorez sa qualité à l'aide des conseils sur les sources. (Marqué depuis février 2022)
- La traduction est incomplète. (Marqué depuis février 2022)

- Archive Wikiwix
- Bing
- Cairn
- DuckDuckGo
- E. Universalis
- Gallica
- Google
- G. Books
- G. News
- G. Scholar
- Persée
- Qwant
- (zh) Baidu
- (ru) Yandex
- (wd) trouver des œuvres sur Wikidata

Pour les articles homonymes, voir Sloan.

La Sloan School of Management est l'une des cinq écoles du Massachusetts Institute of Technology, situé à Cambridge dans le Massachusetts.
Fondée en 1914, la MIT Sloan est l'une des principales business schools mondiales, lieu de recherche et d'enseignement en finance, entrepreneuriat, marketing, management stratégique, économie, sociologie des entreprises, management opérationnel, gestion de la chaîne logistique, informatique, et d'autres champs de l'entreprise. 
On compte parmi les anciens étudiants de la MIT Sloan plusieurs dirigeants importants du monde des affaires, de la politique et du monde universitaire[Lesquels ?].
Des travaux de cette école ont été à l'origine de certaines théories du management[Lesquelles ?], obtenant plusieurs prix Nobel[Lesquels ?].

## Classements académiques
Le MBA de la Sloan School of Management fait partie des plus réputés du monde :
| Palmarès MBA           | Palmarès MBA | Palmarès MBA |
| Nom                    | Monde        | National     |
| ---------------------- | ------------ | ------------ |
| QS (2020)              | 3            | 3            |
| The Economist (2019)   | 19           | 16           |
| Financial Times (2020) | 6            | 4            |
| DAUR rankings (2020)   | 3            | 3            |

## Doyens
| Identité                             | Période         | Période | Durée |
| Identité                             | Début           | Fin     | Durée |
| ------------------------------------ | --------------- | ------- | ----- |
| David Schmittlein (en) (1955 - 2025) | 15 octobre 2007 |         |       |